# Quỹ phát triển vốn Liên Hợp Quốc
Quỹ phát triển vốn Liên Hợp Quốc (United Nations Capital Development Fund - UNCDF)quản lý tài chính công và tư nhân hoạt động cho người nghèo ở 47 quốc gia kém phát triển nhất thế giới (LDCs).
Với nhiệm vụ và công cụ vốn của mình, UNCDF cung cấp các mô hình tài chính của dặm cuối cùng để mở khóa các nguồn lực công cộng và tư nhân, đặc biệt là ở cấp độ trong nước, để giảm nghèo và hỗ trợ phát triển kinh tế địa phương. Dặm cuối cùng này là nơi mà các nguồn lực sẵn có để phát triển là hiếm nhất; nơi thất bại thị trường rõ rệt nhất; và nơi lợi ích từ tăng trưởng quốc gia có xu hướng khiến mọi người bị loại ra ngoài.
Các mô hình tài chính của UNCDF hoạt động thông qua hai kênh: bao gồm tài chính dựa trên tiết kiệm, mở rộng cơ hội cho các cá nhân, hộ gia đình và doanh nghiệp nhỏ tham gia vào nền kinh tế địa phương, cung cấp cho họ các công cụ cần thiết để thoát nghèo và quản lý đời sống tài chính của họ; và bằng cách cho thấy các khoản đầu tư nội địa hóa như thế nào thông qua phân cấp tài chính, tài chính đô thị đổi mới và tài chính dự án có cấu trúc, có thể thúc đẩy tài trợ công và tư nhân làm nền tảng cho việc mở rộng kinh tế địa phương và phát triển bền vững. Các mô hình tài chính của UNCDF được áp dụng trong các lĩnh vực chuyên đề, nơi giải quyết các rào cản đối với tài chính ở cấp địa phương có thể có tác động chuyển đổi đối với người nghèo và cộng đồng bị loại ra ngoài.
Bằng cách tăng cường cách thức tài chính cho người nghèo ở các hộ gia đình, doanh nghiệp nhỏ và cơ sở hạ tầng địa phương, UNCDF đóng góp cho SDG 1 trong việc xóa đói giảm nghèo, tập trung vào việc đi đến dặm cuối và giải quyết vấn đề loại trừ và bất bình đẳng. Đồng thời, UNCDF triển khai nhiệm vụ tài chính vốn của mình phù hợp với SDG 17 về phương tiện thực hiện, để mở khóa cơ hội công cộng và tư nhân cho người nghèo ở cấp địa phương. Bằng cách xác định các phân khúc thị trường nơi các mô hình tài chính sáng tạo có thể có tác động chuyển đổi trong việc giúp đạt được dặm cuối, UNCDF đóng góp cho một số SDG khác nhau và hiện tại là 28 trong số 169 mục tiêu.
Được thành lập bởi Đại hội đồng vào năm 1966 và có trụ sở tại thành phố New York, UNCDF là một tổ chức LHQ tự trị liên kết với UNDP.